# Ficus tettensis
Ficus tettensis är en mullbärsväxtart som beskrevs av John Hutchinson. Ficus tettensis ingår i släktet fikonsläktet, och familjen mullbärsväxter. Inga underarter finns listade i Catalogue of Life.